# Newtontoppen
Newtontoppen er med 1.717 moh det højeste bjerg på øgruppen Svalbard. Det er placeret i det nordøstlige hjørne af øen Spitsbergen og består af granit.